# Hans Sigl
Hans Sigl, avstrijski igralec, * 7. julij 1969, Rottenmann, Štajerska, Avstrija.

## Življenje in kariera
Hans Sigl se je izobraževal na Tirolskem deželnem gledališču v Innsbrucku od leta 1993 do 1999. Znan je postal po vlogi v televizijski kriminalni seriji SOKO Kitzbühel, kjer je igral od leta 2001 do leta 2006. Od leta 2008 dalje igra dr. Martina Gruberja v priljubljeni seriji Gorski zdravnik (der Bergdoktor). V prostem času igra skvoš in odbojko. Z igralko Katjo Keller ima sina. Leta 2008 se je poročil s pevko Susanne Kemmler. Živi v kraju Windach na Bavarskem.